# ルイス・デンフェルド
ルイス・エミール・デンフェルド（Louis Emil Denfeld、1891年4月13日 - 1972年3月28日）は、アメリカ合衆国の海軍軍人。最終階級は海軍大将。
第二次世界大戦時に艦隊指揮でいくつかの著しい戦果を上げ、戦後は太平洋艦隊を指揮した。1947年12月15日から1949年11月1日まで第11代海軍作戦部長を務めた。

## 生涯
デンフェルドはマサチューセッツ州ウェストボローで生まれ、1912年に海軍兵学校を卒業した。1919年に駆逐艦「マッコール」の艦長に就任する。1923年から24年まで潜水艦S-24(USS S-24, SS-129)を指揮し、その後1935年から1937年まで第11駆逐艦戦隊を指揮した。
デンフェルドは1939年に海軍作戦部長補佐を務め、その後第18駆逐艦部隊を指揮、続いて第1駆逐艦戦隊を1941年まで指揮する。1941年には大西洋艦隊支援部隊の司令官補佐を務め、1942年に航海局の副局長となる。1945年には第9戦艦部隊を指揮、その後人事局長に指名され、1947年には太平洋艦隊の指揮官に就任する。
1947年2月28日にデンフェルドはジョン・タワーズ大将に代わって、マーシャル諸島、カロリン諸島およびマリアナ諸島の軍政長官に指名された。
デンフェルドは1947年12月15日に海軍作戦部長に就任する。その任期中に空軍と海軍の国防予算配分をめぐる「提督たちの反乱」が生じ、彼は1949年11月1日にフランシス・マシューズ海軍長官によって更迭され、1950年に退役した。
デンフェルドはマサチューセッツ州ウェストボローで死去した。